# Hochelaga
Hochelaga (în traducere, „barajul castorilor” sau „lacul castorilor”) a fost o așezare fortificată din secolul al XVI-lea aparținând triburilor Iroquois de pe Sfântul Laurențiu aflată în centrul sau în imediata apropiere a zonei Mont Royal din actualul oraș Montreal, Quebec, Canada. Jacques Cartier a sosit aici la 2 octombrie 1535 cu barca; el a vizitat satul a doua zi. A fost bine primit de băștinași și a dat muntelui din apropiere numele de Mont Royal.
În 1925 s-a pus un monument de piatră în memoria fostului sat pe un teren de lângă Universitatea McGill, despre care se crede că este în apropierea satului vizitat de Cartier în 1535. Locul monumentului este desemnat Sit istoric național al Canadei.